# سينثيا برازيل
سينثيا لين برازيل (بالإنجليزية: Cynthia Lynn برازيل) (ولدت في 15 نوفمبر 1967 في ألباكركي، نيو مكسيكو) وهي أستاذة مشاركة في فنون الإعلام والعلوم في معهد ماساتشوستس للتكنولوجيا، حيث تشغل منصب مدير مجموعة الروبوتات الشخصية (سابقا مجموعة دروبوتيك لايف) في مختبر إم أي تي. وهي تشتهر بعملها في مجال الروبوتات حيث تُعرف بأنها رائدة في مجال الروبوتات الاجتماعية والتفاعل الإنسان الآلي (الروبوت البشري).

## حياتها
درست سينثيا برازيل الهندسة الكهربائية وهندسة الحاسبات من جامعة كاليفورنيا (سانتا باربرا) في عام 1989، وحصلت على الدكتوراة في عام 2000 في الهندسة الكهربائية وعلوم الكمبيوتر من معهد ماساتشوستس للتكنولوجيا.
طورت روبوت Kismet كأطروحة دكتوراه تبحث في تبادل اجتماعي معبر بين البشر والروبوتات البشرية. والآن يمكنك رؤية Kismet في متحف إم أي تي حيث يمكنك العثور على بعض الروبوتات الأخرى التي شاركت في تطويرها سينثيا بينما كانت طالبة دراسات عليا في مختبر إم أي تي للذكاء الاصطناعي. وتشمل الأمثلة البارزة: الروبوت Cog وروبوت هانيبال الذي يشبه الحشرات.
في مختبر الوسائط، واصلت برازيل العمل على التفاعل الاجتماعي والتعلم الاجتماعي بين الأشخاص والروبوتات. ومن أحد الروبوتات المعترف به عالمياً هو «ليوناردو» (تم تطويره بالتعاون مع Stan Winston Studio) تم تطويره كخلف لـ Kismet (تم الاعتراف به في عام 2006 من قبل مجلة Wired Magazine كواحد من أفضل 50 روبوت على الإطلاق). كما تم استخدام ليوناردو للتحقيق في قدرات الإدراك الاجتماعي والقدرات النظرية للعقل على الروبوتات مع التطبيق على التعاون بين الإنسان الآلي، بالإضافة إلى تطوير قدرات التعلم الاجتماعي للروبوتات مثل التقليد والوصاية والإحالة الاجتماعية. Nexi هو أحدث روبوت في هذا التقليد (مُنحت مجلة تايم أفضل 50 اختراعًا لعام 2008). يعتبر روبوت Nexi هو روبوت يجمع بين قدرات التواصل الاجتماعي الثرية مع براعة الهاتف المحمول للتحقيق في أشكال أكثر تعقيدًا من التعاون بين الإنسان الآلي.
الروبوتات الاجتماعية الأخرى المتقدمة في مجموعة الروبوتات الشخصية في برازيل تشمل Autom وقد تبين أنه أكثر فعالية من نظير الكمبيوتر في دعم المشاركة وبناء الثقة والتحالف العامل مع المستخدمين. وقد استكشف فريق برازيل أيضًا روبوتات التواجد عن بعد (على سبيل المثال، MeBot و Huggable). حيث تم وضع التجسيد الاجتماعي الفيزيائي لـ MeBot لإضفاء مزيد من المشاركة النفسية، والمشاركة والرغبة في التعاون عبر مؤتمرات الفيديو التي تعتمد على الشاشة فقط أو شاشة الجوال.
قامت مجموعة الروبوتات الشخصية لبرازيل بعدد من مشاريع التصميم. منهم "Cyberflora" الذي تم عرضه في معرض التصميم الوطني لعام 2003 في متحف سميثسونيان كوبر-هيويت للتصميم الوطني.
تم الاعتراف ببرازيل كمصممة ومبتكرة على المسرح الوطني والعالمي. حصلت على جائزة محاضرات Gilbreth من الأكاديمية الوطنية للهندسة في عام 2008. وقد تحدثت في عدد من الأحداث العالمية البارزة بما في ذلك مهرجان العلوم العالمي والمنتدى الاقتصادي العالمي وتيد للمرأة. تعتبر سينثيا برازيل عالمة متميزة في سلسلة مغامرات المرأة في العلوم (برعاية الأكاديمية الوطنية للعلوم).
وهي مشرفة في متحف العلوم في بوسطن، وهي عضوة في مجلس المستشارين لقناة العلوم.
كما أن لها دورًا بارزًا كمشاركة افتراضية في معرض شعبي على الروبوتات في المعرض المتنقل «حرب النجوم»: حيث يلتقي العلم مع الخيال.
في عام 2003، تم تسميتها في استعراض تكنولوجيا المعلومات في معهد ماساتشوستس للتكنولوجيا باعتبارها واحدة من أفضل 100 مبتكرة في العالم تحت سن 35.
في 16 يوليو 2014، أطلقت برازيل حملة Indiegogo لتجميع تطوير للروبوت المساعد المساعد "JIBO" وبالفعل حصلت على الأموال ولكن لم يتم إطلاق الروبوت.

## للمزيد من القراءة
- Brown، Jordan D. (2005). Robo World: The Story of Robot Designer Cynthia Breazeal. Women's adventures in science. New York: Franklin Watts. ISBN:0-531-16782-8.

## وصلات خارجية
- Home page
- Personal Robots Group MIT Media Lab.
- رابطة مكائن الحوسبة Video Interviews with Cynthia Breazeal
- "Profile: Cynthia Breazeal", PBS NOVA scienceNOW TV series, November 21, 2006.
- iWASwondering.org - الأكاديمية الوطنية للعلوم sponsored website. Cynthia Breazeal featured on kids Website encouraging young people to pursue science.
- سينثيا برازيل, on season 15 , episode 10 of Scientific American Frontiers..
- "50 Best Robots Ever", Wired Magazine, January 2006.
- "50 Best Inventions of 2008", TIME Magazine, 2008.
- سينثيا برازيل في مؤتمر تيد
  - TED Talk: Cynthia Breazeal: The rise of personal robots (TEDWomen 2010)